# トラファルガー・グループ
トラファルガー・グループ（Trafalgar Group）は、ジョージア州アトランタを拠点とするアメリカの政治世論調査会社。ロバート・カヘリーが設立した同社が初めて世論調査を公開したのは2016年で、ドナルド・トランプの大統領選挙当選を予測することに関して最も正確な世論調査会社だった。同社は他の世論調査会社よりもトランプ支持率が高い世論調査を出す傾向があり、その後は評判の良い世論調査会社に比べて精度が低くなっている。
同社は他社の世論調査では見逃していると主張する、いわゆる「恥ずかしがり屋なトランプ支持者」（隠れトランプ）を把握するための方法を用いている。同社はその方法を開示していない。
2020年アメリカ合衆国大統領選挙に向けて、トラファルガー・グループに所属する世論調査員は、2020年の選挙でトランプがジョー・バイデンに簡単に勝つだろうという世論調査の総意に反した断固たる主張によりメディアの大きな注目を集めた。
このトランプ勝利の予測は間違っていることが証明され、トラファルガーは実際にはバイデンが勝利した5つの激戦州でトランプが楽勝すると誤った予測をした。

## 方法
トラファルガー・グループは、一部の有権者が調査員が聞きたいと思っていることに合わせて世論調査の回答を調整するという仮説傾向「社会的望ましさのバイアス」効果に基づいて同社の世論調査を調整している。これは、回答者がどのように投票する予定であるかだけでなく、隣人がどのように投票すると思うかを尋ねることによって行われる。元民主党ストラテジストのエド・キルゴアは、2020年7月のニューヨーク・マガジンで、トラファルガーの手法を批判し、「恥ずかしがり屋なトランプ投票者は全くの作り話ではないのかもしれないが、トランプの集会を埋め尽くすほどの数ではないし、ましてや選挙結果を変えたり、世論調査に反論したりするほどの数でもない」と書いている。
大統領選挙の世論調査では、トラファルガー・グループは州レベルでの世論調査のみ行っており、カヘリーによると、「我々は全国調査は行わない。それは私が野球の試合でヒット数を把握していないのと同じ理由で、無関係な統計だからだ」という。
2020年10月29日時点で、ファイブサーティエイトはトラファルガー・グループに「C-」評価を与えている。ニューヨーク・タイムズによれば、トラファルガーの手法についての説明はほぼないという：「トラファルガーのウェブサイトの方法ページには同社のサービスの漠然とした広告のように読めるものが含まれており、同社の調査が社会的望ましさバイアスに積極的に立ち向かうことを説明しているが、その方法については具体的な説明をしていない」。

## 精度とパフォーマンス

### 2016年米大統領選挙
2016年アメリカ合衆国大統領選挙中、トラファルガー・グループは、ミシガン州でドナルド・トランプの勝利を示した唯一の世論調査会社であり、同州でトランプは勝利した。また、リアルクリアポリティクスによれば、ペンシルベニア州でのトランプの勝利を正確に予測した「ほぼ唯一」の存在であった。ニューヨーク・タイムズによれば、トラファルガーはまた「各候補者が得た選挙人票の正確な数を正しく予測した」という。

### 2018年中間選挙
2018年アメリカ合衆国中間選挙では、リアルクリアポリティクスはトラファルガー・グループを「このサイクルで最も正確な世論調査会社」と評した。
トラファルガー・グループの2018年サウスカロライナ州知事選の世論調査は、選挙の最終結果と0.1%以内に相関していた。
トラファルガーは2018年のジョージア州知事選の世論調査で異常値を示し、同社の最終的な世論調査ではブライアン・ケンプが12ポイントリードしていたが、実際は2ポイント以下の差で選挙に勝利し、他社の世論調査では1～2ポイントの差であった。

### 2020年サウスカロライナ州民主党予備選挙
2020年サウスカロライナ州民主党予備選挙では、トラファルガー・グループの世論調査はジョー・バイデンの勝利を正確に予測し、勝利の有意差を正確に計測した。

### 2020年米大統領選挙
2020年のアメリカ合衆国大統領選前に、トラファルガー・グループは、トランプが選挙に簡単に勝利するだろうと述べ、アリゾナ州、フロリダ州、ジョージア州、ミシガン州、ネバダ州、ノースカロライナ州、ペンシルベニア州で（バイデンに）2～3ポイント以上の差をつけて勝利すると予測した。